# Віденська Конференція ОУН
Віденська Конференція ОУН, відбулась на початку липня 1932 року в Празі за участі Проводу Українських націоналістів (ПУН) і Крайової Екзекутиви (КЕ). Від Крайової Екзекутиви в Конгресі брали участь Степан Бандера і Роман Шухевич. Конференцію було названо «Віденською» для конспірації.
Найважливішою темою Конференції було впорядкування організаційних взаємовідносин ОУН – УВО через неясність вживання назви УВО, коли провід обидвох організацій перебрав сотник Юліян Головінський (загинув в 1930 році). Конференція прийняла постанову:
«З метою створити якнайдогідніші умови для дальшого поширення революційної дії на ЗУЗ, УВО („Спілка”) підпорядковується Крайовій Екзекутиві ОУН на ЗУЗ. Бойові акції на ЗУЗ УВО провадить як референтура для військових справ при КЕ ОУН. Вона складається з бойового й кадрового ЕІДДІЛІВ, а на випадок потреби може творити свої підреферентури, наприклад, розвідки. Бойовий і кадровий референти входять до складу КЕ ОУН. У справах військово-технічних вони втримують безпосередній контакт із бойовим та військовим референтами ПУН.»